# Leon Kamin
Leon J. Kamin, ameriški psiholog, * 29. december 1927, Taunton, Massachusetts, ZDA, † 22. december 2017.
Njegov prvi prispevek k psihologiji je bilo njegovo raziskovanje in odkritje učinka blokade. Poznan je tudi po tem, da je dolgo nasprotoval ideji, da so pomembne osebnostne lastnosti v veliki meri dedljive. Skupaj z Dickom Lewontinom in Stvenom Roseom je soavtor kontroverzne knjige Not in Our Genes, ki kritizira sociobiologijo in evolucijsko psihologijo.